# Paracedemon niger
Paracedemon niger là một loài bọ cánh cứng trong họ Cerambycidae.